# Flysjön, Småland
Flysjön är en sjö i Tingsryds kommun i Småland och ingår i Mieåns huvudavrinningsområde.